# Dave Parker
David Gene Parker (ur. 9 czerwca 1951 w Grenadzie, zm. 28 czerwca 2025 w Cincinnati) – amerykański baseballista, który występował na pozycji prawozapolowego przez 19 sezonów w Major League Baseball.
Parker został wybrany w czternastej rundzie draftu 1970 roku przez Pittsburgh Pirates i początkowo występował w klubach farmerskich tego zespołu, między innymi w Charleston Charlies, reprezentującym poziom Triple-A. W MLB zadebiutował 12 lipca 1973 w meczu przeciwko Chicago Cubs. W sezonie 1977 po raz pierwszy w karierze wystąpił w Meczu Gwiazd i miał najwięcej w lidze uderzeń (215), zdobytych double'ów (44) i najlepszą średnią uderzeń (0,338), a w głosowaniu do nagrody MVP National League zajął 3. miejsce za Gregiem Luzinskim z Philadelphia Phillies i George'em Fosterem z Cincinnati Reds. Rok później został wybrany najbardziej wartościowym zawodnikiem przy statystykach BA 0,334 (1. wynik), SLG (0,585) (1. wynik), 194 H (4. wynik), 102 R (3. wynik), 12 triples (2. wynik w lidze). W sezonie 1979 wystąpił w World Series, w których Pirates pokonali Baltimore Orioles w siedmiu meczach.
W grudniu 1983 przeszedł jako wolny agent do Cincinnati Reds. W 1985 zwyciężył w klasyfikacji pod względem zaliczonych RBI (125) i zdobytych double'ów (42) i uzyskał piątą w lidze średnią uderzeń (0,312), a w głosowaniu do nagrody MVP zajął drugie miejsce za Williem McGee z St. Louis Cardinals. Będąc zawodnikiem Reds przyznał się, iż na początku lat osiemdziesiątych zażywał kokainę.
Po przejściu do Oakland Athletics (zwycięzca w World Series w 1989), a następnie do Milwaukee Brewers występował głównie jako designated hitter. Grał jeszcze w California Angels i Toronto Blue Jays, w którym zakończył karierę.
| Nagroda/wyróżnienie     | Lata                                     | Źródło |
| MVP National League     | 1978                                     | [ 7 ]  |
| 7× All-Star             | 1977, 1979, 1980, 1981, 1985, 1986, 1990 | [ 4 ]  |
| All-Star Game MVP       | 1979                                     | [ 15 ] |
| 3× Gold Glove Award     | 1977, 1978, 1979                         | [ 16 ] |
| 3× Silver Slugger Award | 1985, 1986, 1990                         | [ 17 ] |